# Всесвітня федерація найвищих веж
Всесвітня федерація найвищих веж (англ. World Federation of Great Towers) (WFGT) — міжнародна асоціація зі штаб-квартирою в Мельбурні, Австралія. Організація заснована в 1989 році. Вона складається з керівників органів керівництва висотними будівлями, за умови, що вони відкриті для публіки й є туристичними пам'ятками. Діяльність федерації спрямована на обмін інформацією для поліпшення системи їх управління, обмін досвідом та організацію їх міжнародного просування. Вступ до асоціації коштує від 2000 доларів, і вимагає щорічного внеску рівного тій же сумі. А основним критерієм є наявність оглядового майданчика на башті. Всього на 2020 рік в списку знаходиться 50 веж і 1 міст, а також 4 колишніх члени.

Найбільша будівля, що входить в федерацію — Бурдж Халіфа

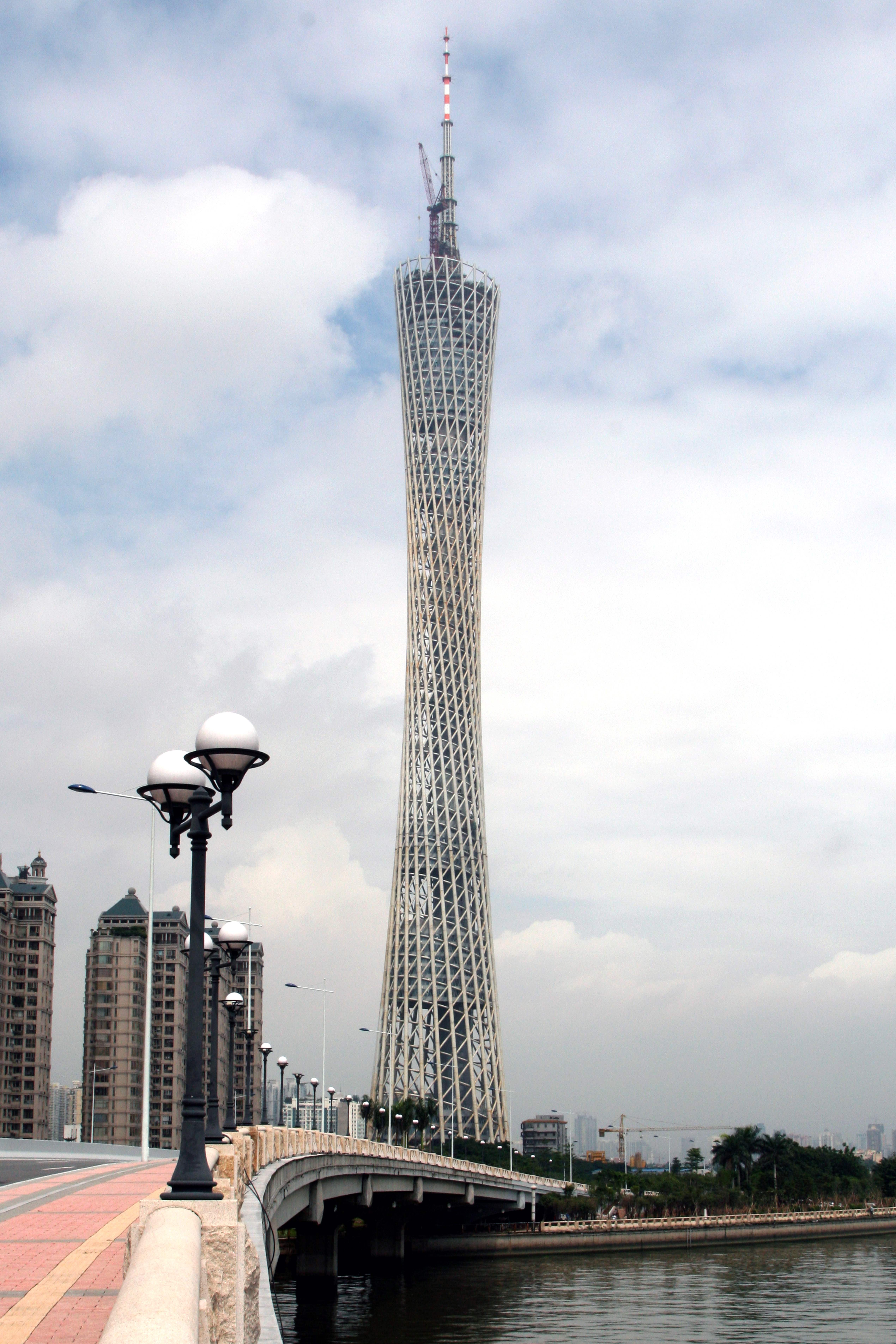
Найбільша вежа, що входить в федерацію — Телевежа Гуанчжоу

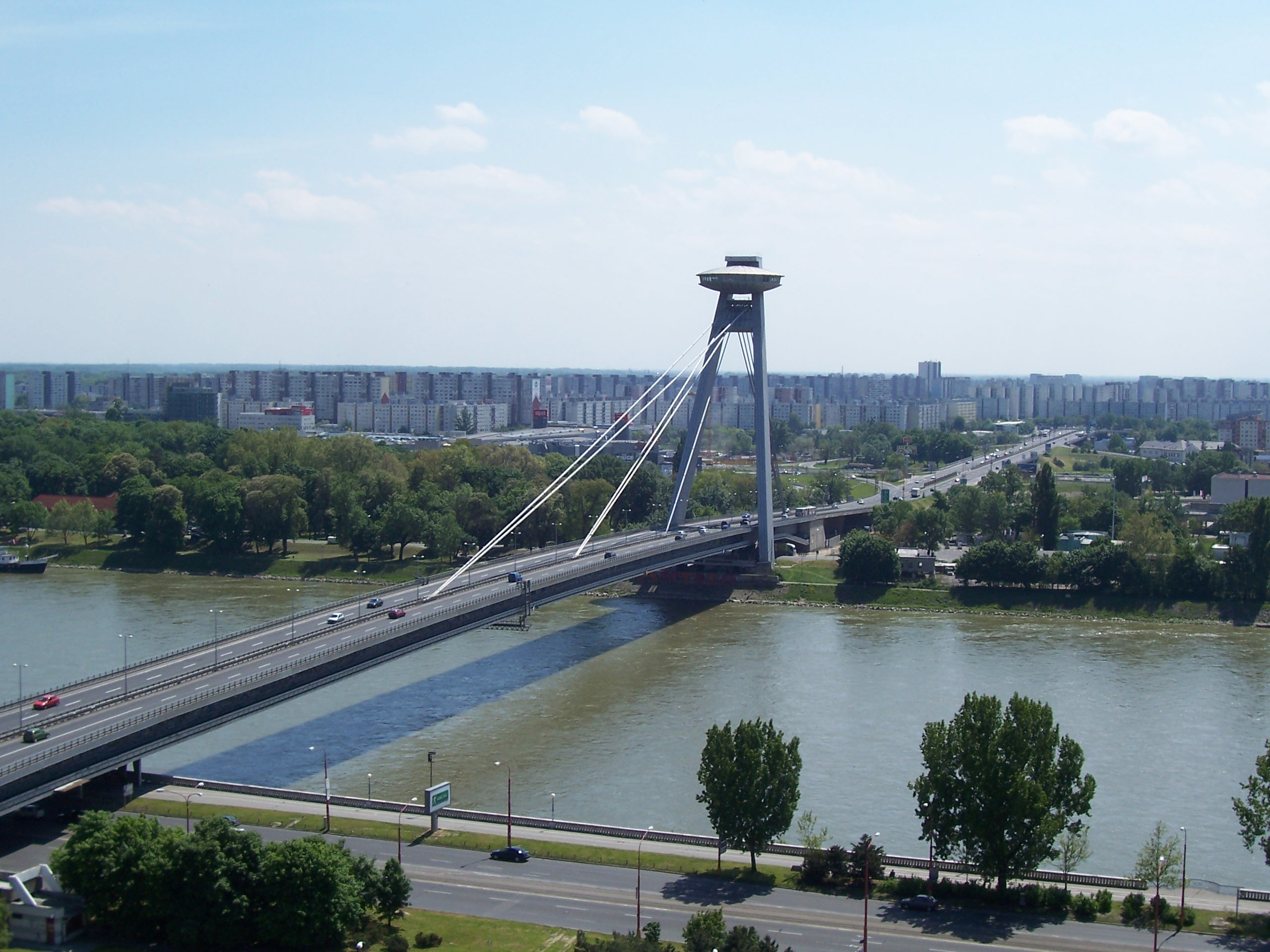
Єдиний міст, що входить в федерацію — Міст СНП

## Список об'єктів

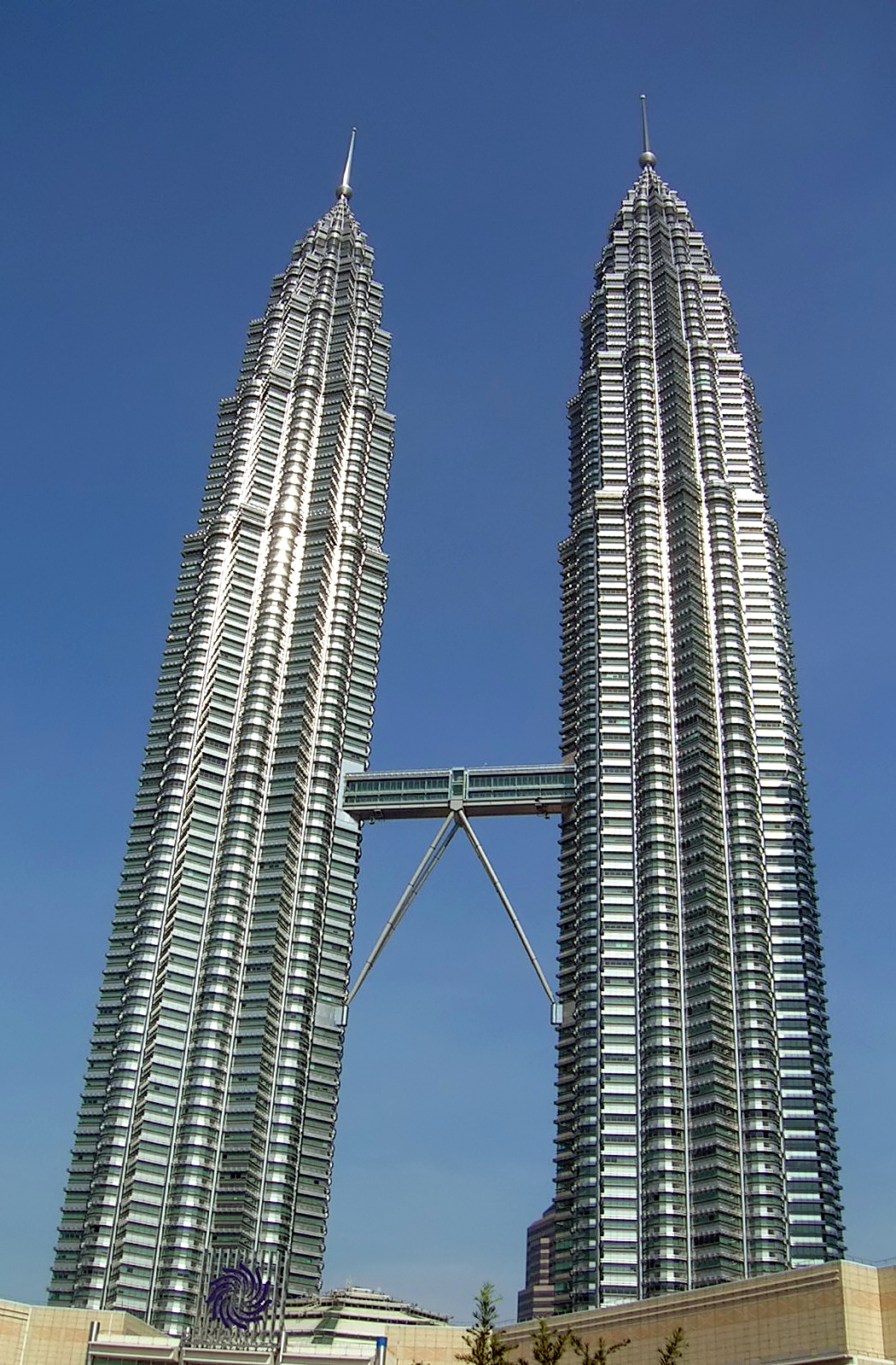
Найбільша будівля, з тих, що раніше входили в федерацію — Вежі Петронас

| №  | Назва                               | Місто         | Країна          | Рік  | Висота, м |
| -- | ----------------------------------- | ------------- | --------------- | ---- | --------- |
| 1  | Джон Генкок Центр                   | Чикаго        | США             | 1970 | 457       |
| 2  | Берлінська телевежа                 | Берлін        | Німеччина       | 1969 | 369       |
| 3  | Калгарський Тауер                   | Калгарі       | Канада          | 1968 | 191       |
| 4  | Сі-Ен-Тауер                         | Торонто       | Канада          | 1976 | 533       |
| 5  | Емпайр-Стейт-Білдінг                | Нью-Йорк      | США             | 1931 | 443       |
| 6  | Башта Еврика                        | Мельбурн      | Австралія       | 2006 | 297       |
| 7  | Єврощогла                           | Роттердам     | Нідерланди      | 1960 | 185       |
| 8  | Ґорьокаку                           | Хакодате      | Японія          | 2006 | 107       |
| 9  | Уан Ліберті Обсервейшн              | Філадельфія   | США             | 1987 | 288       |
| 10 | Східна перлина                      | Шанхай        | КНР             | 1994 | 468       |
| 11 | Останкіно                           | Москва        | Росія           | 1967 | 540       |
| 12 | Реюньйонська вежа                   | Даллас        | США             | 1978 | 171       |
| 13 | Скалка                              | Лондон        | Велика Британія | 2012 | 310       |
| 14 | Скай100 Обсервейшн                  | Гонконг       | КНР             | 2010 | 490       |
| 15 | Скайлон Тауер                       | Ніагара Фоллс | Канада          | 1965 | 160       |
| 16 | Спейс Ніддл                         | Сіетл         | США             | 1962 | 184       |
| 17 | Монріал Тауер                       | Монреаль      | Канада          | 1987 | 165       |
| 18 | Вежа Куала-Лумпур                   | Куала-Лумпур  | Малайзія        | 1996 | 421       |
| 19 | Ейфелева вежа                       | Париж         | Франція         | 1889 | 324       |
| 20 | Скай Тауер                          | Окленд        | Нова Зеландія   | 1997 | 328       |
| 21 | Токійська вежа                      | Токіо         | Японія          | 1958 | 333       |
| 22 | Кольсеролівська телевежа            | Барселона     | Іспанія         | 1992 | 288       |
| 23 | Торре Латиноамерикана               | Мехіко        | Мексика         | 1956 | 182       |
| 24 | Міст СНП                            | Братислава    | Словаччина      | 1972 | 95        |
| 25 | Харбоур Центр                       | Ванкувер      | Канада          | 1977 | 220       |
| 26 | Хага Тауер                          | Гаага         | Нідерланди      | 2007 | 135       |
| 27 | Вілліс Тауер                        | Чикаго        | США             | 1973 | 442       |
| 28 | Дунайська вежа                      | Відень        | Австрія         | 1964 | 252       |
| 29 | Вежа Монпарнас                      | Париж         | Франція         | 1973 | 210       |
| 30 | Тайбей 101                          | Тайвань       | Тайвань         | 2004 | 508       |
| 31 | Панорама 360                        | Москва        | Росія           | 2014 | 374       |
| 32 | Циндаоська телевежа                 | Ціндао        | КНР             | 1996 | 378       |
| 33 | Пекінська телевежа                  | Пекін         | КНР             | 1992 | 405       |
| 34 | Бурдж Халіфа                        | Дубай         | ОАЕ             | 2010 | 828       |
| 35 | Башта Пусан                         | Пусан         | Південна Корея  | 1973 | 120       |
| 36 | Телевежа Гуанчжоу                   | Гуанчжоу      | КНР             | 2010 | 600       |
| 37 | Вежа Спінакер Еміратес              | Портсмут      | Велика Британія | 2005 | 170       |
| 38 | Вежа Чжун'юань                      | Чженчжоу      | КНР             | 2009 | 388       |
| 39 | Башня Макао                         | Макао         | КНР             | 2001 | 338       |
| 40 | Телевежа Намсан                     | Сеул          | Південна Корея  | 1975 | 238       |
| 41 | Міжнародний фінансовий центр Пінань | Шеньчжень     | КНР             | 2015 | 600       |
| 42 | Празька телевежа                    | Прага         | Чехія           | 1992 | 216       |
| 43 | Західна перлина                     | Сичуань       | КНР             | 1992 | 339       |
| 44 | Талліннська телевежа                | Таллінн       | Естонія         | 1980 | 314       |
| 45 | Ташкентська телевежа                | Ташкент       | Узбекистан      | 1985 | 375       |
| 46 | Джи-І-Білдінг                       | Нью-Йорк      | США             | 1933 | 260       |
| 47 | Башта Банку США                     | Лос-Анджелес  | США             | 1989 | 310       |
| 48 | Лотте Ворлд Тауер                   | Сеул          | Південна Корея  | 2017 | 556       |
| 49 | Тяньцзіньська телевежа              | Тяньцзін      | КНР             | 1991 | 415       |
| 50 | Бордж-е Мілад                       | Тегеран       | Іран            | 2008 | 435       |
| 51 | Штутгартська телевежа               | Штутгарт      | Німеччина       | 1956 | 217       |

## Колишні члени
| № | Назва               | Місто        | Країна    | Рік  | Висота, м |
| - | ------------------- | ------------ | --------- | ---- | --------- |
| 1 | Вежі Петронас       | Куала-Лумпур | Малайзія  | 1998 | 451       |
| 2 | Вежі Ріальто        | Мельбурн     | Австралія | 1986 | 270       |
| 3 | Мечеть Хасана II    | Касабланка   | Марокко   | 1993 | 210       |
| 4 | Блек Маунтайн Тауер | Канберра     | Австралія | 1980 | 195       |